# Kalah

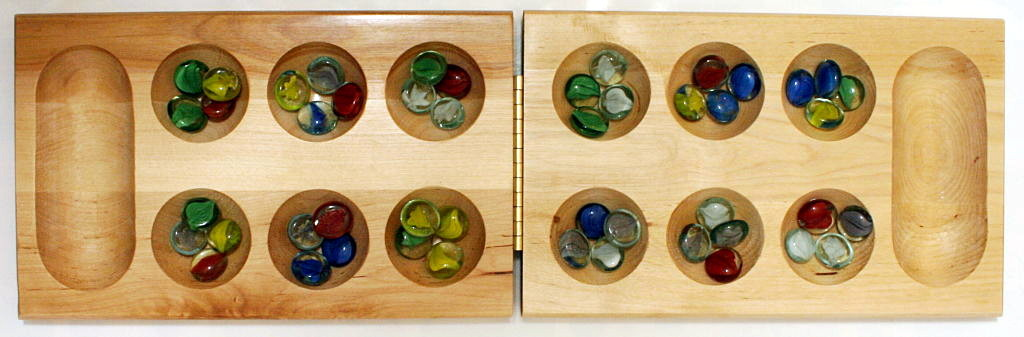
Kalahbräde, här förberett med fyra kulor i varje hål.

Kalah är ett spel av mancala-typ. Det spelas med ett bräde med fjorton hål, sex kontrollerade av varje spelare och två bon som man tar kulor med.

## Regler
- Spelet börjar med tre kulor i varje spelarkontrollerat hål.
- Varje spelare kontrollerar de sex hål som är på spelarens sida av brädet. De stora hålen till höger och vänster på brädet används som bon för att ta kulor.
- Spelarna turas om att ta alla kulor från ett av sina hål. Spelaren släpper en kula i varje nytt hål motsols tills kulorna är slut, men hoppar över motståndarens bo.
- Om den sista kulan hamnar i spelarens bo får spelaren göra ett drag till. Det kan spelaren göra hur många gånger som helst.
- Om den sista kulan hamnar i ett av spelarens hål som är tomt och det finns kulor i det motsatta hålet tar spelaren både den sista kulan och kulorna ur motståndarens hål till sitt bo.
- När en spelare inte längre kan flytta för att spelarens hål är tomma tar motståndaren alla kulor på sin sida till sitt bo. Spelat är över och den med mest kulor i sitt bo vinner. Spelet kan sluta lika med 18-18.